# Mikael Anderson
Mikael Neville Anderson (Reykjavik, 1 juli 1998) is een Deens-IJslands voetballer van Jamaicaanse afkomst die als aanvaller of middenvelder voor Djurgårdens IF speelt. Daarvoor speelde hij onder andere bij Aarhus GF.

## Carrière
Mikael Anderson werd in IJsland geboren als zoon van een IJslandse vader en een Jamaicaanse moeder, maar bracht een groot gedeelte van zijn jeugd door in Denemarken waar hij in de jeugdopleidingen van Aarhus GF en FC Midtjylland speelde. Hij debuteerde voor FC Midtjylland op 1 december 2016, in de met 2-1 verloren uitwedstrijd tegen Silkeborg IF. In het seizoen 2016/17 kwam hij tot drie wedstrijden voor Midtjylland, waarna hij een seizoen verhuurd werd aan het één niveau lager spelende Vendsyssel FF. Met Vendsyssel eindigde Anderson derde in de 1. division, waarna het via play-offs naar de Superligaen promoveerde. In het seizoen 2018/19 werd hij door Midtjylland aan Excelsior Rotterdam verhuurd, waarmee hij uit de Eredivisie degradeerde. Na zijn verhuurperiode werd hij een vaste waarde bij Midtjylland, waarmee hij in het seizoen 2019/20 kampioen van Denemarken werd. Midtjylland kwalificeerde zich voor de Champions League 2020/21, waarin het tegen AFC Ajax, Atalanta Bergamo en Liverpool FC speelde. In 2021 vertrok hij voor een bedrag van ongeveer vijftien miljoen Deense kronen naar Aarhus GF.
In de zomer van 2025 tekende hij vervolgens een contract voor Djurgårdens IF.

### Statistieken
| Seizoen                          | Club                  | Land           | Competitie     | Competitie | Competitie | Beker | Beker | Overig | Overig | Totaal | Totaal |
| Seizoen                          | Club                  | Land           | Competitie     | Wed.       | Dlp.       | Wed.  | Dlp.  | Wed.   | Dlp.   | Wed.   | Dlp.   |
| -------------------------------- | --------------------- | -------------- | -------------- | ---------- | ---------- | ----- | ----- | ------ | ------ | ------ | ------ |
| 2016/17                          | FC Midtjylland        | Denemarken     | Superligaen    | 2          | 0          | 1     | 0     | –      | –      | 3      | 0      |
| 2017/18                          | → Vendsyssel FF       | Denemarken     | 1. division    | 18         | 5          | 1     | 0     | 2      | 2      | 21     | 7      |
| 2018/19                          | → Excelsior Rotterdam | Nederland      | Eredivisie     | 17         | 1          | 0     | 0     | 1      | 0      | 18     | 1      |
| 2019/20                          | FC Midtjylland        | Denemarken     | Superligaen    | 31         | 4          | 0     | 0     | 2      | 0      | 33     | 4      |
| 2020/21                          | FC Midtjylland        | Denemarken     | Superligaen    | 26         | 1          | 5     | 0     | 8      | 0      | 39     | 1      |
| 2021/22                          | FC Midtjylland        | Denemarken     | Superligaen    | 4          | 0          | 0     | 0     | 1      | 0      | 5      | 0      |
| 2021/22                          | Aarhus GF             | Denemarken     | Superligaen    | 20         | 5          | 1     | 0     | 0      | 0      | 1      | 1      |
| Carrièretotaal                   | Carrièretotaal        | Carrièretotaal | Carrièretotaal | 118        | 16         | 8     | 0     | 14     | 2      | 140    | 18     |
| Bijgewerkt t/m seizoen 2021-2022 |                       |                |                |            |            |       |       |        |        |        |        |

### Interlandcarrière
Anderson speelde jeugdinterlands voor zowel IJslandse en Deense jeugdelftallen. In januari 2018 werd hij voor het eerst geselecteerd voor het IJslands voetbalelftal voor twee oefenwedstrijden tegen Indonesië. Hij debuteerde tegen Indonesië op 11 januari 2018. Anderson begon in de basisopstelling en werd in de 63e minuut vervangen door Óttar Magnús Karlsson. De wedstrijd eindigde in een 0-6 overwinning voor IJsland. In de eveneens gewonnen (1-4) uitwedstrijd tegen Indonesië op 14 januari kwam hij niet in actie. Op 4 juni 2021, in de met 0-1 gewonnen interland tegen Faeröer, maakte hij zijn eerste doelpunt voor IJsland.
| Interlands van Mikael Anderson voor IJsland | Interlands van Mikael Anderson voor IJsland | Interlands van Mikael Anderson voor IJsland | Interlands van Mikael Anderson voor IJsland | Interlands van Mikael Anderson voor IJsland | Interlands van Mikael Anderson voor IJsland |
| №                                           | Datum                                       | Wedstrijd                                   | Uitslag                                     | Soort wedstrijd                             | Doelpunten                                  |
| Als speler bij Vendsyssel FF                | Als speler bij Vendsyssel FF                | Als speler bij Vendsyssel FF                | Als speler bij Vendsyssel FF                | Als speler bij Vendsyssel FF                | Als speler bij Vendsyssel FF                |
| ------------------------------------------- | ------------------------------------------- | ------------------------------------------- | ------------------------------------------- | ------------------------------------------- | ------------------------------------------- |
| 1.                                          | 11 januari 2018                             | Indonesië − IJsland                         | 0 – 6                                       | Vriendschappelijk                           | 0                                           |
| Als speler bij FC Midtjylland               |                                             |                                             |                                             |                                             |                                             |
| 2.                                          | 14 november 2019                            | Turkije − IJsland                           | 0 − 0                                       | EK 2020 Kwalificatie                        | 0                                           |
| 3.                                          | 17 november 2019                            | Moldavië − IJsland                          | 1 − 2                                       | EK 2020 Kwalificatie                        | 0                                           |
| 4.                                          | 16 januari 2020                             | Canada − IJsland                            | 0 − 1                                       | Vriendschappelijk                           | 0                                           |
| 5.                                          | 19 januari 2020                             | El Salvador − IJsland                       | 0 − 1                                       | Vriendschappelijk                           | 0                                           |
| 6.                                          | 8 september 2020                            | België − IJsland                            | 5 − 1                                       | UEFA Nations League 2020/21                 | 0                                           |
| 7.                                          | 11 oktober 2020                             | IJsland − Denemarken                        | 0 − 3                                       | UEFA Nations League 2020/21                 | 0                                           |
| 8.                                          | 4 juni 2021                                 | Faeröer − IJsland                           | 0 − 1                                       | Vriendschappelijk                           | 1                                           |
| 9.                                          | 8 juni 2021                                 | Polen − IJsland                             | 2 − 2                                       | Vriendschappelijk                           | 0                                           |
| Als speler bij Aarhus GF                    |                                             |                                             |                                             |                                             |                                             |
| 10.                                         | 5 september 2021                            | IJsland − Noord-Macedonië                   | 2 − 2                                       | WK 2022 Kwalificatie                        | 0                                           |